# Râle à gorge blanche
Ne doit pas être confondu avec Râle de Cuvier.
Mentocrex kioloides
Espèce
Statut de conservation UICN

 LC  : Préoccupation mineure
Le Râle à gorge blanche (Mentocrex kioloides) est une espèce d'oiseaux de la famille des Sarothruridae, endémique de l'Est de Madagascar.